# Hiantopora pleuroaviculata
Hiantopora pleuroaviculata är en mossdjursart som först beskrevs av Liu 1991.  Hiantopora pleuroaviculata ingår i släktet Hiantopora och familjen Hiantoporidae. Inga underarter finns listade i Catalogue of Life.